# Сілець (Червоноградська міська громада)
Сіле́ць — село в Шептицькій міській громаді в Україні, у Шептицькому районі Львівської області. Населення становить 3390 осіб. Стара назва села «Сілець Белзький».

## Географія
Через територію села проходить регіональний автошлях Р15.
```
Площа 7488 гектарів (
74.88
 
км
2
)
```

Присілки: Копані, Заболотня, Параньки, Дженджерівка, Гостинець, Підберезина, Бірок, Солтиси, Майдан, Зарудні, Вільшина, Груби, Підрочин, Насалі (якийсь час належали до Мостівського староства), Тетерівець. 
Перші назви вулиць з'явились у 1987 році.

## Історія

### Давні часи
Засновано село Сілець було у 1465 році удільними князями Белзькими. Село Siedlec (Сідлець, Сіделець), біля якого розташоване гирло річки Рата, згадано у 1 Т. хроніки Яна Длугоша (до 1480 р.). Таким чином, підтверджується народна легенда (див. нижче), що надалі з назви села випав склад «де.» Люди в цій місцевості оселялися ще у бронзову добу (кінець XV — початок XI ст.ст. до н. е.), про що свідчать археологічні знахідки. Так, 1803 року під час господарських робіт на південь від села було виявлене поховання, викладене камінням, у якому знайшли бронзовий браслет і перстень, а також кам'яний топірець. У 1876 році під час організованих там же археологічних розкопок під керівництвом доктора Я. Комерніцкого було зібрано велику кількість крем'яних знарядь праці.

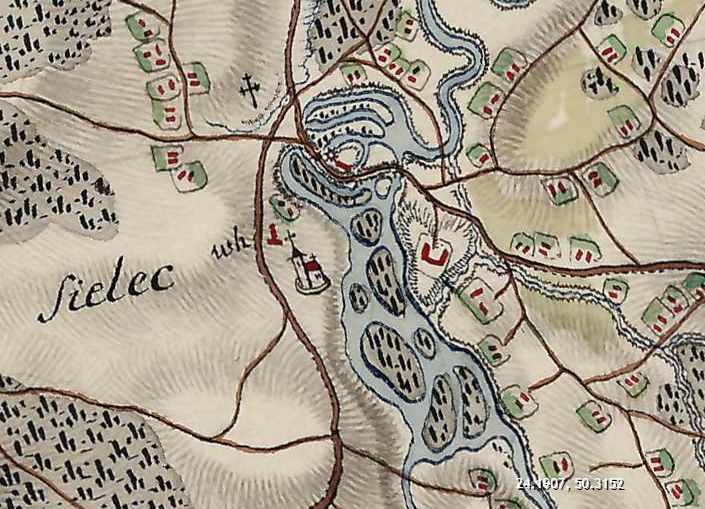
"Сілець це село на озері" 1780-ті, мапа фон Міга

На околиці первісного села стояла капличка і криниця. Це місце, оточене великими розлогими дубами і липами, люди називали «базаром». 
Під час з одного з татарських нападів під проводом Ахмеда Гірея в 1500 році Сілець був пограбований і повністю спалений. Це місце назвали «Кровавиця» (знаходиться на присілку Бірок). Після цього погрому появилось нове село, але воно сховалось в глибині лісу, мочарів і річки Рати. Люди шукаючи порятунку втікали, знаходили своє сховище у густій вільшині, потім деякі і посилилися там. На честь цього було названо присілок Вільшина.
Село детально описане в королівській люстрації 1565 р.
Селяни займалися в основному землеробством та домашнім промислом. Населення повинне було виконувати триденну панщину у своїх панів. Єдиним порятунком для них могла бути церква. Так у 1762 році на цвинтарі біля каплиці у вигляді корабля над річкою Ратою була збудована церква. Першим священиком, який побудував церкву, був священик Сіновський.
1770 р. в селі розгулялася «мертва хвороба», яка забрала в могилу багато жителів села, а в 1775 р. чимало лиха завдали сильні морози які теж спричинили загибель людей і худоби. 
У 1848 р. була скасована панщина й на честь цієї події люди поставили пам'ятний знак під назвою «Свобода». Того ж року в село прибув священик Василь Чернецький, який почав вести дуже велику просвітницьку роботу серед населення. У Сільці особливо активізується його творча й зокрема краєзнавча робота, адже чоловік був талановитим західноукраїнським краєзнавцем і просвітителем. Василь Чернецький написав понад сто краєзнавчих нарисів і досліджень у тому числі про Сокаль, Кристинопіль, Белз, В.Мости, Тартаків, Варяж, Сілець, Бутини, Двірці та багато інших міст і сіл. На його творчість і здоров'я негативно вплинула смерть дочки 1888 року. Розповідаючи згодом у Книзі Місійній про село Сілець і церкву, він говорив, що там неподалік «для мене приготовлена могила, в котрій спочиває моя незабутня доня, підтята в цвіті віку косою смерті». 
Василь Чернецький дуже багато зробив для церкви й села. Було куплено 500 кг. дзвонів, великий образ Серця Христового, який прислано з Відня. Заснував Братство тверезості проти пияцтва, у якому була заведена книга, де записували всіх пияків. Пізніше цю книгу було кинуто в річку.
У 1878 р. розпочалося прокладання гостинця, який зв'язував село з Великими Мостами і Кристинопілем. Перша школа в Сільці була дяківська — 2 класи. Першим учителем якої був Терех. 
У «Словнику географічному Королівства Польського та інших слов'янських країн» (пол. Słownik geograficzny Królestwa Polskiego i innych krajów słowiańskich.— Том X, 1889 рік) Сілець згадується як невелике село, у якому було 48 будинків та 271 мешканець. На той час рілля становила 311 мір (1 міра — 1,093 га), луки — 36 мір, пасовища — 24 міри і ліси — 23 міри.
У другій половині XIX століття в селі була побудована цегельня для випалювання цегли. Чернецький хотів побудувати цегляну церкву, але дідич (шляхтич Мадейський) змовився з повітовою владою й будівництво заборонили, а цегельня закрилась. Із наявної цегли побудували паркан і дзвіницю, які стоять і досі. У 1893 р. Чернецький побудував дерев'яний міст через річку Рату. 
На межі ХІХ - ХХ століть кількість населення Сільця Белзького серйозно зросла. Так, у 1897 р. воно становило вже 2757 осіб, а в 1904 р. - 3379 осіб.

## ХХ сторіччя
У 1918 р. утворено ЗУНР. Стрільці з Сільця служили в 5-тій Сокальській вартовій сотні УГА. 
1 квітня 1930 р. вилучена частина сільської гміни Сілець Белзький Сокальського повіту Львівського воєводства й з неї утворена самоврядна сільська гміна Завоня того ж повіту й воєводства.
На 1 січня 1939-го в селі Сілець з 3560 жителів було 3160 українців-греко-католиків, 110 українців-українців-римокатоликів (у власне селі), 130 поляків (переважно на розкиданих по лісах присілках) і 160 євреїв, а в польській колонії Завоня з 340 жителів було 10 українців, 320 поляків і 10 євреїв.
30 червня 1941 р. було проголошено самостійну Україну й Іван Климів був обраний членом Державного правління. Він проводив велику роботу в Сільці.
У грудні 1941 р. була побудована в с. Сілець читальня «Просвіта». 
6 березня 1944 р. німці спалили село й стратили 56 жителів. Жертвами Другої світової війни стали 124 жителі села, яким побудовано пам'ятник. 
У 1950 р. почалася насильна колективізація земель в колгоспи. У 1955 р. розпочалось будівництво шахт у спорудження яких брали участь і жителі села. 
У 1989—1990 рр. почалося національне-духовне відродження села. 
11 липня 1993 р. у с. Сілець відкрито пам'ятник Івану Климіву «Легенді».

## Населення

### Мова
Розподіл населення за рідною мовою за даними перепису 2001 року:
| Мова            | Кількість | Відсоток |
| --------------- | --------- | -------- |
| українська      | 3829      | 99.48%   |
| російська       | 17        | 0.44%    |
| інші/не вказали | 3         | 0.08%    |
| Усього          | 3849      | 100%     |

## Топоніміка
На території сільської ради знаходиться цвинтар, де поховані вояки австро-угорської армії, що загинули в околицях села під час боїв у Першій світовій війні 1914 року. Також, там поховані деякі воїни УПА. 
Село розташоване південніше міста Сокаля на 23 км і складається з 14 присілків, назва кожного має свою історію та походження.

### Походження назв присілків
За народною легендою назва села Сілець походить від слова сідельце. У той час коли на Україну нападали монголо-татари, тут зупинився козак «сідельце» на осілому коні зі своєю дружиною, побудувавши першу хату, він тут і оселився. Із часом зі слова сідельце випало «де», тому що так легше вимовляти, і утворилась назва Сільце, а сучасна — Сілець. 
- Присілок Бірок, за згадкою старожилів вважається першим поселенням. Його назва походить від слова «бір», тобто дуже заліснена місцевість, де розпочалась перша вирубка лісу. Перші хати, які будувались були з лісу, точніше дерев'яні. На цьому ж присілку і є місце, яке люди з давніх часів називають «Кровицею», що пов'язано з існуючою легендою. Ще за часів монголо-татарського нападу на цьому місці «кров текла рікою» людей, які тут жили нещадно вбивали, різали, ґвалтували — відбувалася кривава січ між козаками та татарами.
- Присілок Вільшина — місцевість, де багато вільхи.
- Присілок Заболотня — заболочена територія вздовж р. Болотня (р. Струга).
- Присілок Гостинець розкинувся вздовж битого шляху, що був прокладений, з'єднуючи Сокаль з Великими Мостами, який назвали Гостинцем.
- Присілок Копані — назва походить від існуючої легенди, що першим жителем тут був пан Коп та пані Ані. Тепер присілок складається з двох частин: Старі Копані, Нові Копані і є найбільшим присілком.
- Присілок Параньки — назва теж легендарного походження, згідно неї першою жителькою, що оселилась на Пониззі (так називали цю місцевість) була баба Паранька, яка сподобала собі це місце і хату свою перевезла і залишилась там жити постійно.
- Присілок Підрочин — назва походить від урочища «Рочин», з яким межує цей присілок, місцевість під великим рочином, ровом, як кажуть місцеві люди.
- Присілок Підберезина — місцевість під березовим гаєм.
- Присілок Майдан — Зарудні — місцевість, «пляц», де селяни збирались на «схід».
- Присілок Тетерівець  — місцевість, де водилось багато тетеруків.

Ще є присілки: Груби, Джинджирівка, Насалі, Солтиси.

## Екологія
Діяльність підприємств гірничо-видобувного комплексу призвела до значних змін природних ландшафтів на території Сілецької сільської ради. Спостерігається просідання поверхні землі в місцях відпрацювання вугільних пластів до 2-4 метрів, що призводить до затоплення та підтоплення значних ділянок на території населеного пункту і виходу з ладу інженерних комунікацій. Екологічно небезпечними є також хвостосховище збагачувальної фабрики, склади вугілля, ставки-накопичувачі та відстійники шахтних вод.
За 30 років продукти діяльності збагачувальної фабрики «вилилися» у величезний терикон висотою понад 6 0 метрів і довжиною кілька кілометрів. Тут, за підрахунками самих працівників ЦЗФ, поховано близько 40 млн тон відходів, одержаних від збагачення вугілля. Така собі рукотворна «гора», яка буквально наповзає на присілок Вільшина . Сам присілок вже перебуває в санітарно-захисній зоні ЦЗФ, а найближчі будинки — за 200 метрів від терикону (тоді як, згідно екологічним нормам і законам, ця відстань має становити не менше п'ятисот метрів).

## Економіка
У 1940 році для проведення планомірних геологорозвідувальних робіт щодо пошуку вугілля Народний комісаріат вуглепром СРСР організував Державний трест «Львіввуглерозвідка». Друга світова війна війна перервала пошуково-розвідувальні та науково-дослідницькі роботи з проблеми вугленосності західних областей УРСР. Майже всі геологічні матеріали, отримані до війни, було втрачено.
Одразу ж після закінчення війни було відновлено інтенсивні пошуково-розвідувальні роботи і вже влітку 1947 року було відкрите перше промислове родовище вугілля на території Львівсько-Волинського вугільного басейну. В 1949 році були закладені перші вугільні шахти, а з 1954 року розпочалось видобування вугілля.
На території с. Сілець, на присілку Вільшина розташована «Центральна збагачувальна фабрика „Червоноградська“». На її території — один з найбільших териконів у Європі (великих насипів з породи, як відходи вугільно-видобувної промисловості). А також розташовані шахти: «Лісова», «Зарічна», «Візейська», «Надія».

## Інфраструктура
У селі діє загальноосвітня середня школа I—III ст ім. І. Климіва-Легенди на 624 місця, Будинок культури, 2 бібліотеки, лікарська амбулаторія, поштове відділення. Населений пункт газифікований. Автошляхи місцевого сполучення з асфальтовим, твердим і ґрунтовим покриттям, частина доріг потребує проведення капітального ремонту.
У результаті мітингів і перекриття дороги селянами, автошлях Р-15, у 2014—2015 році був відремонтований.

## Пам'ятки
- Церква Собору Пресвятої Богородиці (1762).[13]
- Стадіон "Сілець Арена" (2018)

## Відомі односельчани
- Климів Іван Степанович (псевдо: «Арідник», «Куліба», «Мармаш», «Легенда») — крайовий провідник ПЗУЗ, міністр політичної координації в Українському Державному Правлінні, генерал-політвиховник УПА (посмертно). Лицар Золотого Хреста Заслуги (посмертно).
- Чернецький Василь — публіцист, суспільний діяч Лемківщини. Народився 7 січня 1837 року.